# Bruce Lee: The Man Only I Knew
Bruce Lee: The Man Only I Knew é uma biografia de Bruce Lee publicada em 1975, escrita por sua viúva, Linda Lee Cadwell.
O livro serviu de base para o filme Dragon: The Bruce Lee Story estrelado por Jason Scott Lee como Bruce Lee e Lauren Holly como Linda Emery, o nome de solteira de Linda Lee Cadwell.
Este livro foi escrito muito próximo ao tempo da morte de Bruce Lee, sendo assim memórias muito recentes de Linda e é consideravelmente diferente do que ela escreveu muitos anos mais tarde.